# Heinrich August Wilhelm Meyer
Heinrich August Wilhelm Meyer (Gotha, 10 gennaio 1800 – Hannover, 21 giugno 1873) è stato un pastore protestante e teologo tedesco.
Fu pastore a Harste ed Hoya e sovrintendente di Hoya, Neustadt am Rübenberge e Hannover. Tra il 1832 e il 1848 curò un'edizione commentata del Nuovo Testamento, da cui gli derivò una discreta notorietà.